# Regionshospitalet Holstebro
Regionshospitalet Holstebro hører administrativt under Hospitalsenheden Vest i Region Midtjylland. Der er ca. 300 sengepladser og omtrent 1800 ansatte. Hospitalet varetager sammen med Regionshospitalet Herning akutmodtagelsen for 250.000 borgere i den vestlige del af Region Midtjylland geografisk svarende til det tidligere Ringkøbing Amt.
I forbindelse med strukturreformen med etablering af regioner og centraliseringen af akutfunktionen på fem hospitalsenheder i regionen, er der indgået aftale i Regionsrådet om at samle funktionerne på Hospitalsenheden Vest på et nyt hospital i den vestlige del af Region Midtjylland, hvilket vil resultere i en nedlæggelse af regionshospitalerne i Holstebro og Herning. Regionsrådet har besluttet at placere det nye hospital i Gødstrup umiddelbart nordvest for Herning. Denne afgørelse har givet anledning til debat som følge af store geografiske afstande i dækningsområdet, og der er blevet agiteret for en alternativ placering i Aulum.
Regionshospitalet Holstebro rummer en afdeling af Hospitalsapoteket Herning. Hospitalsapotekets tekniske personale producerer lægemidler til Regionshospitalet Holstebro, mens det farmaceutiske personale udfører klinisk farmaci på hospitalets afdelinger og afsnit.
- Regionshospitalet Holstebro, Hovedindgang
- Regionshospitalets ældste fløj fra 1894
- Akutmodtagelsen

## Organisation
Hospitalet omfatter følgende afdelinger og specialer:
- Anæstesiologisk Afdeling Holstebro-Lemvig
- Ergoterapi- og Fysioterapiafdelingen
- Gynækologisk/obstetrisk Afdeling
- Jordemodervæsenet
- Kirurgisk Afdeling Hospitalsenheden Vest
- Klinisk Biokemisk Afdeling
- Klinisk Immunologisk Afdeling
- Medicinsk Afdeling, Holstebro
- Neurologisk Afdeling
- Nuklearmedicinsk Afdeling
- Ortopædkirurgisk Afdeling Hospitalsenheden Vest
- Patologisk Institut
- Reumatologisk Afdeling
- Røntgenafdelingen
- Urinvejskirurgisk Afdeling
- Øjenafdelingen
- Øre-, næse- og halsafdelingen

samt:
- Klinisk Neurofysiologisk Sektion
- Medicinsk Forskningsafsnit

## Historie
Regionshospitalet Holstebro blev grundlagt som Ringkjøbing Amtssygehus i Holstebro i 1894. Hospitalet blev tegnet af den højt anerkendte arkitekt Claudius August Wiinholt (1855-1905), som i hans virketid har stået for bl.a. opførsel af næsten 20 kirker i Ringkøbing Amt. Amtssygehuset blev opført i overensstemmelse med datidens mode med variationer over tidligere stilarter, især renæssancen. Der blev foretaget en mindre udvidelse af den oprindelige bygning i 1913 og en regelret udvidelse med en stor tilbygning i 1928. Udvidelserne skete i takt med den hurtige befolkningstilvækst, der forekom omkring århundredeskiftet. Ligeledes nødvendiggjorde større epidemier (som f.eks. den spanske syge) mulighed for hospitalisering af flere og flere patienter. Arkitekten for udvidelsen i 1928 var Helge Bojsen-Møller. 
I takt med omstrukturering af det danske sundhedsvæsen med etablering af Centralsygehuse med højt specialiserede afdelinger, blev der også i Holstebro foretaget en yderligere udvidelse af det bestående bygningskompleks. Nybyggeriet stod færdig i 1939 og det gamle Amtssygehus blev omdøbt i Centralsygehus.
I 1958 og 1971 blev der gennemført yderligere tilbygninger, som dels var en forlængelse af de i 1939 etablerede bygninger, dels en fuldstændig nybygning – et højhus med 9 etager.